# John Hicks
John Hicks (født 8. april 1904, død 20. maj 1989) var en engelsk økonom. Han var ven og discipel af John Maynard Keynes og skabte bl.a. IS-LM-modellen, der på en relativt letforståelig måde sammenfattede nogle af principperne i Keynes' makroøkonomiske tankegang i et enkelt diagram. IS-LM-modellen brugtes i mange år som en hovedmodel på økonomistudierne verden over og spiller endnu i dag en vigtig rolle i den indledende økonomi-undervisning på universitetsniveau mange steder. 
John Hicks modtog Sveriges Riksbanks pris i økonomi i 1972.